# Valgus tonkinensis
Valgus tonkinensis är en skalbaggsart som beskrevs av Gilbert John Arrow 1944. Valgus tonkinensis ingår i släktet Valgus och familjen Cetoniidae. Inga underarter finns listade i Catalogue of Life.